# Ocre (Italie)
Pour les articles homonymes, voir Ocre (homonymie).
Ocre est une commune italienne de la province de L'Aquila dans la région Abruzzes en Italie.

## Monuments et patrimoine
- l'abbaye Santo Spirito d'Ocre
- le château d'Ocre

## Administration
| Période                                  | Période | Identité | Étiquette | Qualité |
| ---------------------------------------- | ------- | -------- | --------- | ------- |
|                                          |         |          |           |         |
| Les données manquantes sont à compléter. |         |          |           |         |

### Hameaux
San Panfilo, San Felice, San Martino, Valle, Cavalletto

### Communes limitrophes
Fossa, L'Aquila, Rocca di Cambio, Rocca di Mezzo, Sant'Eusanio Forconese